# Ordzovany
Ordzovany és un poble i municipi d'Eslovàquia. Es troba a la regió de Prešov, al nord del país. La primera referència escrita de la vila data del 1260. El 2022 tenia 165 habitants.

## Demografia
| Godina             | 1994 | 2004    | 2014   | 2024   |
| ------------------ | ---- | ------- | ------ | ------ |
| Nombre de persones | 151  | 170     | 165    | 162    |
| Diferència         |      | +12,58% | −2,94% | −1,81% |

| Godina             | 2023 | 2024   |
| ------------------ | ---- | ------ |
| Nombre de persones | 165  | 162    |
| Diferència         |      | −1,81% |